# The Strange Affair
The Strange Affair es una pel·lícula de crim britànica del 1968 dirigida per David Greene i protagonitzada per Michael York, Jeremy Kemp i Susan George.

## Argument
Peter Strange (Michael York) és un jove policia idealista que es barreja amb les maquinacions del dur i ennuvolat sergent de detectius Pierce de Scotland Yard (Jeremy Kemp). Pierce intenta arrestar una banda per tràfic de droga i posterior assassinat, però es veu frustrat per un col·lega corrupte i un testimoni poc convincent. Strange queda commocionat en trobar el cadàver d'un informant que ell coneixia i ell mateix és brutalment agredit. Mentrestant, Strange té una relació amb Frederika (Susan George), una menor que desconeix que forma part d'una xarxa de pornografia; La seva suposada tia i oncle filmaven i fotografien les seves trobades sexuals per darrere d'un mirall unidireccional. (Susan George tenia 17 anys quan es va rodar la pel·lícula.)
Pierce obté còpies de fotografies de la trobada sexual de Strange amb Frederika i amenaça amb mostrar-les als seus superiors, acabant la seva carrera, tret que Strange planti heroïna en una de les bandes. Strange hi accepta de mala gana, malgrat que planeja deixar la força de totes maneres, ja que està desencantat pel fracàs en no atrapar i condemnar la banda de traficants. La sembra de proves de Pierce es revela i és condemnat i empresonat per pervertir el curs de la justícia.

## Repartiment
- Michael York - Peter Strange
- Jeremy Kemp - Pierce
- Susan George - Frederika 'Fred' March
- Jack Watson - Quince
- George A. Cooper - Kingsley
- Barry Fantoni - Charley Small
- Jeremy Wilkin - PC Wills
- Rita Webb - Mare de Charley
- Madge Ryan - Tia Mary
- Nigel Davenport - Advocat defensor
- Artro Morris - Inspector Evans
- Patrick Connor - Sergent Mac

## Recepció crítica
- Allmovie va escriure: "Una interpretació fragmentària d'una senzilla novel·la dels anys '60 de Bernard Toms ... Com moltes pel·lícules britàniques del seu període, sembla més preocupar-se de provocar mals de cap de pop-art que simplement explicar la seva història.[3]
- Time Out va escriure: ""Una anècdota ben escrita sobre maneres i mètodes de la policia, directament treta d'algunes sèries de televisió policíaques, però segons la vista de la voluntariosa càmera de Greene, es converteix en un thriller estrany i peculiar que diverteix la seva superfície documental amb un bon gra de fantasia. La major parat de l'obra posterior de Greene va decebre, però aquí mostra un aspecte visual (violència de bandes en un magatzem sorollós, assassinat entre els cotxes destrossats en un desballestament, seducció en un boudoir fantàsticament opulent) que no hauria fet vergonya a Welles a l'eatil de la seva Dama de Xangai.[4]
- The New York Times va escriure: "Si a vegades els exercicis musculosos i sexy són excessius i irracionals, alguns dels principals membres ofereixen un suport físic creïble a les seves caracteritzacions. Michael York ... és correctament responsable i confós com el perjudicat Strange. Susan George, una comparativament recent arribada, que és pertorbadora, contundent i simpàtica, fa de l'erotisme un plaer, encara que el seu sobtat canvi de promiscuïtat a la noia eterna de Strange, segueix sent un misteri. Jeremy Kemp és convincentment neuròtic com el sergent indomable ... Tots demostren que "The Strange Affair" és on es troba l'acció sensacional, encara que sigui completament estranya i increïble.[5]